# Lispocephala brachydexioides
Lispocephala brachydexioides är en tvåvingeart som beskrevs av Hardy 1981. Lispocephala brachydexioides ingår i släktet Lispocephala och familjen husflugor. Inga underarter finns listade i Catalogue of Life.